# Conopea canaliculata
Conopea canaliculata is een zeepokkensoort uit de familie van de Archaeobalanidae. De wetenschappelijke naam van de soort is voor het eerst geldig gepubliceerd in 1978 door Ren & Liu.